# 486898 LaForge
486898 LaForge è un asteroide della fascia principale esterna. Scoperto nel 2013, presenta un'orbita caratterizzata da un semiasse maggiore pari a 3,079752 UA e da un'eccentricità di 0,018963, inclinata di 9,754346° rispetto all'eclittica.
L'oggetto è intitolato a William N. LaForge (n. 1950) per nove anni rettore della Delta State University, Mississippi, Stati Uniti d'America, dedica suggerita dagli studenti dell'ateneo per il particolare interesse dimostrato nel settore scientifico, specie l'astronomia, e per aver a ver elevato il planetario a simbolo dell'Università.